# Hugo Garaycoa
José Hugo Garaycoa Hawkins (Callao, 2 de junio de 1930 - Lima, 26 de marzo de 2018) fue un sacerdote peruano. Obispo de la diócesis de Tacna y Moquegua y Presidente de la Conferencia Episcopal Peruana.

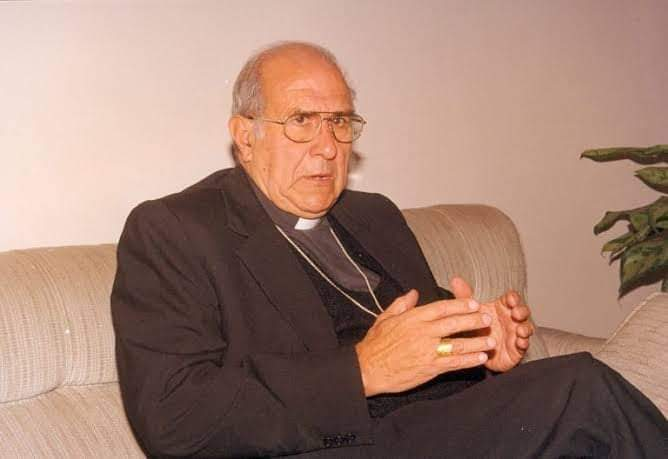
Mons. Hugo Garaycoa Hawkins, Obispo emérito de la diócesis de Tacna y Moquegua y expresidente de la Conferencia Episcopal Peruana

## Biografía
Estudió economía y contabilidad en la Pontificia Universidad Católica del Perú. 
En 1956, siguiendo su vocación religiosa, ingresó al Facultad de Teología Pontificia y Civil de Lima, luego lo enviaron a Canadá a terminar la teología; estudió derecho canónico y derecho romano en la Universidad Lateranense (Italia); y espiritualidad en la Universidad Santa Teresa (Italia). Fue ordenado sacerdote el 9 de julio de 1961.
Falleció en la ciudad de Lima, a las 10:24 p. m. del 26 de marzo de 2018, debido a su resquebrajada salud por la que anteriormente tuvo que ser sometido numerosas operaciones. Su cuerpo fue depositado en la cripta de la obispos de la Catedral de Tacna.

## Episcopado
El 16 de diciembre de 1982 fue nombrado  Obispo Titular de Horaea y Obispo Auxiliar de Lima, recibiendo la ordenación episcopal el 25 de enero de año siguiente. El 6 de junio de 1991 fue nombrado Obispo Titular de la diócesis de Tacna y Moquegua, tomando posesión en agosto del mismo año. El 1 de septiembre de 2006 se retira del cargo, siendo nombrado posteriormente Obispo emérito de Tacna y Moquegua.
Fue presidente de la Comisión Episcopal de la Juventud, director nacional del Departamento de Vocaciones y miembro del directorio del Consejo Económico del Arzobispado de Lima.  
Asimismo, ocupó el cargo de rector de la Facultad de Teología Pontificia y Civil de Lima y del Instituto de Estudios Teológicos Juan XXIII. Ha sido presidente de la Conferencia Episcopal Peruana.

## Premios y reconocimientos
- Exalumno distinguido - Asociación de Egresados y Graduados de la Pontificia Universidad Católica del Perú (PUCP).